# Шанидзе, Акакий Гаврилович
Ака́кий Гаври́лович Шани́дзе (груз. აკაკი გაბრიელის ძე შანიძე; 14 [26] февраля 1887, село Нога Озургетского уезда Кутаисской губернии — 29 марта 1987, Тбилиси) — грузинский филолог (лингвист, историк литературы, фольклорист), член-корреспондент АН СССР (1939), академик АН Грузинской ССР (1941).

## Биография
Выпускник Кутаисского духовного училища (1903).
Окончил Петербургский университет (1913), ученик Н. Я. Марра, впоследствии критически оценивал новое учение о языке (отошёл от «яфетических» исследований около 1917).
В 1918 году стал одним из основателей Тбилисского университета и проработал там почти 70 лет. 9 мая 1920 года первым в университете защитил докторскую диссертацию

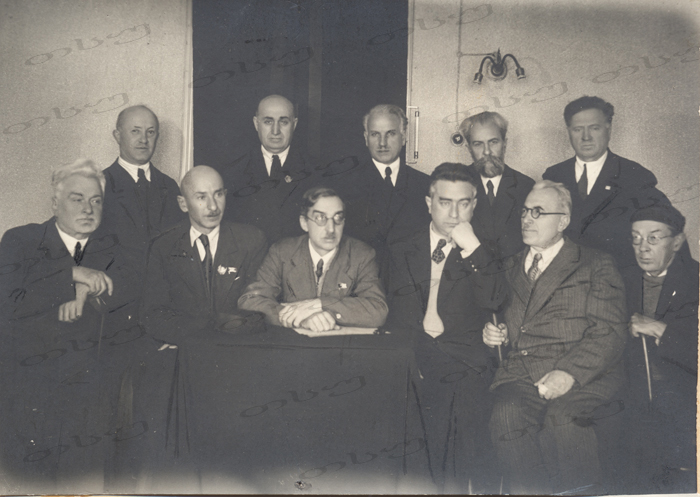
Первый президиум Академии наук Грузинской ССР : слева направо: Корнелий Кекелидзе, Николай Кецховели, Николай Мусхелишвили (председатель), Симон Джанашиа, Георгий Ахвледиани, Филипп Зайцев; Стоят: Александр Джанелидзе, Тарас Кварацхелия, Арнольд Чикобава, Георгий Чубинашвили, Акакий Шанидзе. 1941

В 1941 году при основании Академии наук Грузинской ССР был избран её действительным членом

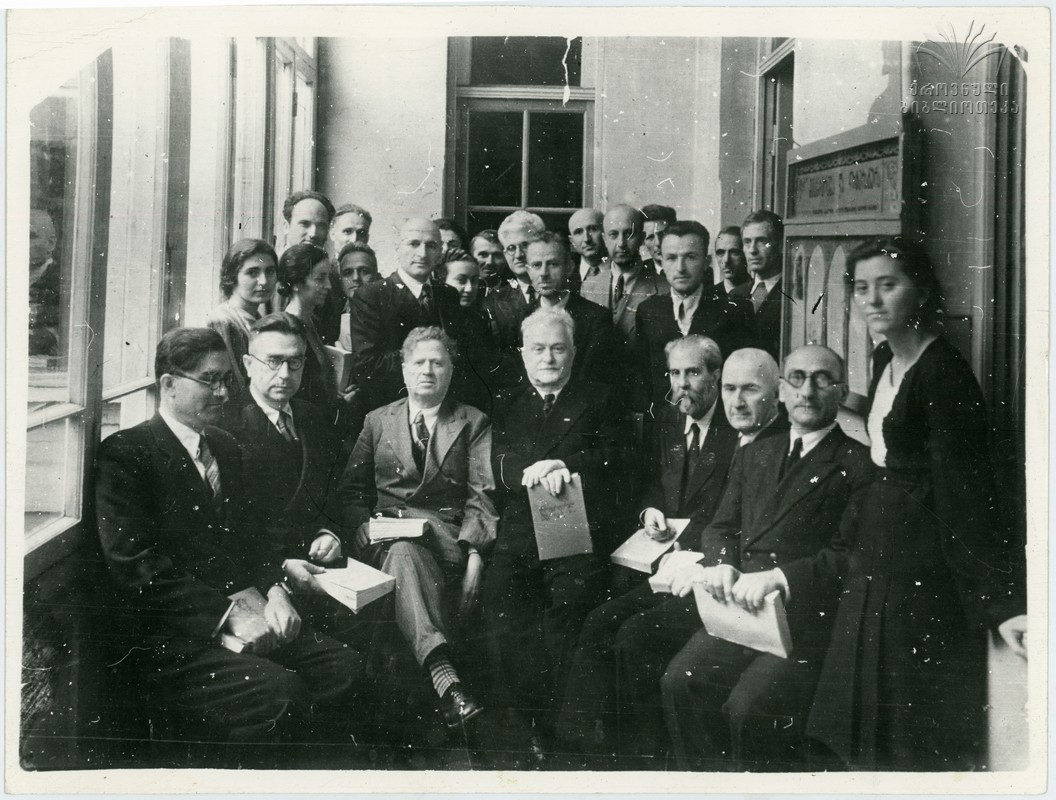
В здании Академии наук после конференции. 1945

Шанидзе был одним из основоположников научной картвелологии XX в., труды которого повлияли на изучение картвельских языков не только в СССР, но и за рубежом (он был учителем норвежского картвелолога Ханса Вогта); подготовил большое число учеников. Работы Шанидзе посвящены синхронному и диахроническому изучению картвельских языков, исследованию и публикации древнегрузинских памятников, диалектологии грузинского языка, проблеме кавказской Албании и её письменности.
Издал хевсурскую и сванскую поэзию, что сыграло большую роль в грузинской фольклористике. Реконструировал первоначальный текст «Витязя в тигровой шкуре» Шота Руставели.

## Публикации

### Основные работы
- Вопросы структуры и истории грузинского языка. Тб., 1957 (на груз. и рус. яз.);
- Язык и письмо кавказских албанцев. М., 1960;
- Вопросы поэмы «Витязь в тигровой шкуре». Тб., 1966 (на груз. яз.);
- Грузинский монастырь в Болгарии и его типик. Тб., 1971 (на груз. и рус. яз.);
- Сочинения: В 12 т. Тб., [1986] (на груз. яз.)[4].

## Статьи
Исследовал рукопись Матенадаран МС 7117 

## Награды
- 3 ордена Ленина (19.09.1953; 02.03.1967; 20.07.1971)
- орден Октябрьской Революции (20.07.1971)
- орден Трудового Красного Знамени (10.06.1945)
- орден Дружбы народов (17.09.1975)
- 2 ордена «Знак Почёта» (24.02.1941[6]; 25.02.1987)
- медаль «За трудовую доблесть» (29.08.1960)
- другие медали[7]